# 刺杀盖世太保
《刺杀盖世太保》（德語：Die Macht des Bösen）是一部於2017年上映的传记、动作以及驚悚片，該電影主要講述的是第二次世界大战期间萊因哈德·海德里希在布拉格遇刺的事件。
该片由傑森·克拉克、裴淳华、傑克·奧康奈爾、傑克·雷諾、蜜雅·娃絲柯思卡等人主演。该片于2015年9月至2016年2月期間在布拉格和布达佩斯拍摄。
2015年10月28日，溫斯坦影業获得了该电影的美国发行权。然而由于该公司不久后破产，这部电影因此一直未能在美国境內上映。2017年11月，該電影在中國上映。

## 劇情
萊因哈德·海德里希是德国海军的一名军官。他与莉娜·海德里希结婚并跟随她加入纳粹党。他遇到了海因里希·希姆莱并被任命为党卫军反间谍部门负责人，並且与海因里希·缪勒合作打击魏瑪共和國境內的共产党。希特勒出任德國总理后，海德里希出任盖世太保負責人。
波蘭戰役爆發後，海德里希出任党卫队国家安全部負責人。由他負責的別動隊在东欧各地發動种族灭绝。1941年9月，海德里希出任波希米亞和摩拉維亞保護國總督，他決定要把布拉格变成一个“无犹太人”的城市。 1942年1月22日，海德里希主持萬湖會議，並提出最终解决方案。 1942年5月，海德里希遇刺，几天后因伤势过重去世。

## 演員
- 傑森·克拉克 饰 親衛隊上級集團領袖萊因哈德·海德里希
- 裴淳华 饰 莉娜·海德里希
- 史提芬·格拉漢姆 饰 党卫队全国领袖海因里希·希姆莱
- 沃尔克·布鲁赫 饰 上級突擊隊大隊領袖瓦爾特·施倫堡

## 另見
- 类人猿行动 (电影)

## 外部連結
- 互联网电影数据库（IMDb）上《刺杀盖世太保》的资料（英文）
- 爛番茄上《刺杀盖世太保》的資料（英文）